# Ferenc Nógrádi
Dans le nom hongrois Nógrádi Ferenc, le nom de famille précède le prénom, mais cet article utilise l’ordre habituel en français Ferenc Nógrádi, où le prénom précède le nom.
Ferenc Nógrádi (né le 15 novembre 1940 à Kassa dans le Royaume de Hongrie (aujourd'hui Košice en Slovaquie) et mort le 19 mai 2009) est un joueur de football international hongrois, qui évoluait au poste d'attaquant.

## Biographie

### Carrière en sélection
Avec l'équipe de Hongrie, il joue 4 matchs (pour aucun but inscrit) entre 1963 et 1965. 
Il joue son premier match le 2 juin 1963 contre la Tchécoslovaquie et son dernier le 5 mai 1965 face à l'équipe d'Angleterre.
Il figure dans le groupe des sélectionnés lors de l'Euro de 1964 (sans jouer de matchs).
Il participe également aux JO de 1964. Lors du tournoi olympique, il joue 4 matchs et remporte la médaille d'or.

## Palmarès
| Budapest Honvéd - Championnat de Hongrie : - Vice-champion : 1963 et 1964. - Coupe de Hongrie (1) : - Vainqueur : 1964. |  | Hongrie - Jeux olympiques (1) : - Or : 1964. |